# Attacchi missilistici su Bərdə
Gli attacchi missilistici su Bərdə (in azero Bərdənin bombalanması) è stata una serie di tre attacchi aerei sulla città di Bərdə, nonché sui villaggi di Əyricə e Qarayusifli nello stesso distretto, in Azerbaigian durante la seconda guerra del Nagorno Karabakh del 2020. Gli attacchi hanno coinvolto missili BM-30 Smerch con testate a grappolo e hanno provocato la morte di 27 civili.
Il primo attacco è avvenuto il 27 ottobre, uccidendo 5 civili e ferendone altri 13. Il giorno successivo, il 28 ottobre, diversi missili hanno colpito Bərdə, uccidendo 21 civili, tra cui un volontario della Mezzaluna Rossa, e ferendone altri 60. Fu l'attacco più mortale contro i civili e il peggior numero di vittime civili durante la guerra. Il 7 novembre, le forze armene hanno lanciato un razzo sul villaggio di Əyricə, uccidendo un ragazzo di 16 anni.
L'Azerbaigian ha accusato l'Armenia degli attacchi e ha dichiarato che le munizioni a grappolo erano state usate contro i civili. Human Rights Watch e Amnesty International hanno verificato l'uso di munizioni a grappolo da parte dell'Armenia, aggiungendo che "il lancio di munizioni a grappolo in aree civili è crudele e avventato, e causa morte, ferite e miseria indicibili". L'Armenia ha negato ogni responsabilità, mentre la non riconosciuta Repubblica di Artsakh ha ammesso la responsabilità degli attacchi ma ha dichiarato di aver preso di mira strutture militari.

## Contesto
Il 27 settembre 2020, gli scontri sono scoppiati nella contestata regione del Nagorno Karabakh, che è per lo più de facto controllata da Artsakh, ma de iure è parte dell'Azerbaigian. Bərdə ospita una popolazione di 40.000 persone; e si trova a circa 20 chilometri (12 mi) nord-est dell'ex linea di contatto del Nagorno-Karabakh.
I colloqui trilaterali sul conflitto tra i ministri degli esteri di Russia, Armenia e Azerbaigian sono iniziati il 9 ottobre 2020 a Mosca. Sergey Lavrov, Zohrab Mnatsakanyan e Jeyhun Bayramov hanno partecipato ai colloqui. Lavrov ha rilasciato una dichiarazione congiunta dopo dieci ore di colloqui terminati alle 03:00 ora locale confermando che un cessate il fuoco umanitario sarebbe entrato in vigore a mezzogiorno. Pochi minuti dopo l'inizio della tregua, le due parti si sono accusate reciprocamente di aver violato il cessate il fuoco.
Dal 4 ottobre Gəncə, la seconda città più grande dell'Azerbaigian, è stata colpita quattro volte da missili armeni e Artsakh causando la morte di 25 civili e il ferimento di altri 125. L'8 ottobre il Ministero della Difesa azero ha riferito che il Distretto di Bərdə è stato bombardato da un lanciamissili OTR-21 Točka.
Il 26 ottobre, gli Stati Uniti hanno annunciato che entrambe le parti avevano concordato un cessate il fuoco umanitario dalla mattina del 26 ottobre, ma è stato violato pochi minuti dopo l'entrata in vigore, con entrambe le parti che si accusavano a vicenda di averlo infranto.

## Attacchi

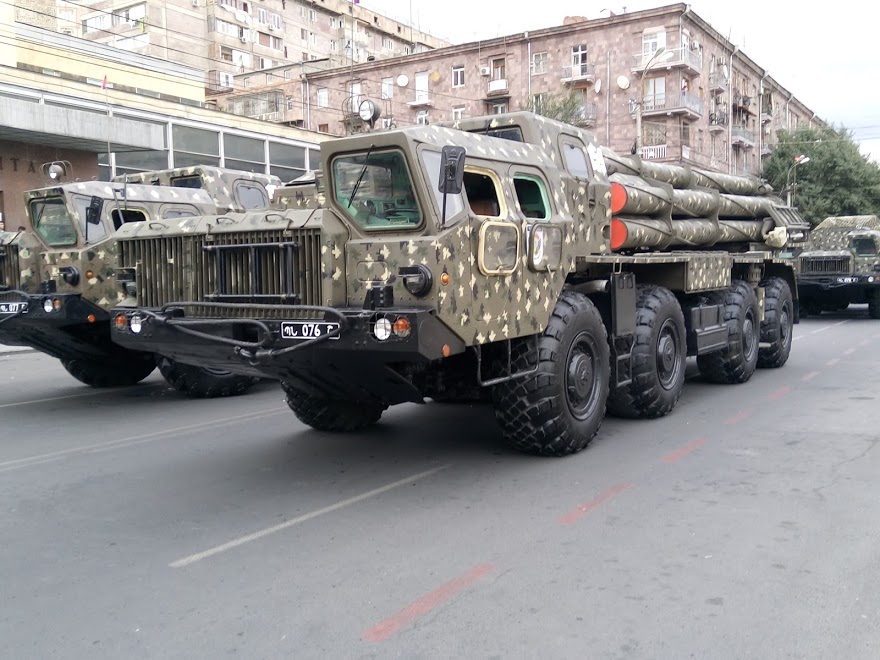
Un lanciarazzi armeno BM-30 Smerch nel 2017.

Il primo attacco è avvenuto il 27 ottobre, a Qarayusifli, uccidendo 5 civili e ferendone altri 15. Si trattava di missili a grappolo di un lanciarazzi multiplo BM-30 Smerch. Human Rights Watch ha osservato danni significativi a 12 case nella zona.
Il secondo attacco il 28 ottobre è avvenuto intorno alle 13:00 ora locale. Si trattava di missili a grappolo che hanno colpito aree urbane densamente popolate con strutture commerciali, come confermato da Amnesty International e Human Rights Watch. Di conseguenza, 21 civili sono stati uccisi e oltre 70 sono rimasti feriti. Tra i morti, un volontario della Mezzaluna Rossa di 39 anni, mentre altri due volontari sono rimasti feriti. Le strutture e i veicoli delle infrastrutture civili sono stati ampiamente danneggiati, tra cui, secondo Human Rights Watch, il centro di cura e diagnosi di Bərdə e l'ufficio del servizio statale di migrazione. Il secondo attacco ha coinvolto anche un BM-30 Smerch con una testata a grappolo dotata di testate a frammentazione di 72-144 pezzi in totale. L'Azerbaigian ha accusato l'Armenia per gli attacchi, che ha negato ogni responsabilità, mentre Amnesty International e Human Rights Watch hanno anche affermato che era stata l'Armenia a compiere l'attacco. Nel frattempo, la non riconosciuta Repubblica di Artsakh ha ammesso la responsabilità del secondo attacco, ma ha dichiarato di aver preso di mira strutture militari. La squadra di reporter del New York Times è stata catturata in un attacco missilistico armeno mentre guidava lungo la strada principale di Bərdə.
Il terzo attacco il 7 novembre è avvenuto nel villaggio di Əyricə. Secondo un rapporto di Human Rights Watch, le forze armene hanno sparato un razzo che ha colpito un campo agricolo vicino al villaggio e ha ucciso un ragazzo di 16 anni mentre giocava con altri bambini. Le autorità azere hanno dichiarato di aver identificato la munizione come un razzo Smerch 9M528, che trasporta una testata che produce esplosione e effetto di frammentazione. HRW ha riferito che i ricercatori non hanno osservato alcun obiettivo militare nell'area.

## Risposta dell'Azerbaigian
Subito dopo gli attacchi, il Ministero della Difesa dell'Azerbaigian ha rilasciato filmati di droni, affermando di aver reagito agli attacchi, particolare prendendo di mira la manodopera armena, piuttosto che l'attrezzatura come precedentemente mostrato.
La posizione di tiro del lanciatore BM-30 Smerch coinvolto negli attacchi è stata identificata dall'esercito azero e il 29 ottobre è stata distrutta. Il 30 ottobre, il ministero della Difesa azero ha annunciato la distruzione di altri due lanciatori Smerch che avevano preso di mira Barda e Tartar.

## Reazioni
In Azerbaigian, gli attacchi sono stati fermamente condannati, con l'amministrazione presidenziale del paese che ha definito il primo attacco un "nuovo atto di genocidio contro il popolo azero", mentre il difensore civico azero Sabina Aliyeva ha definito il secondo attacco un "atto terroristico contro i civili". Il presidente dell'Azerbaigian, Ilham Aliyev, ha promesso una risposta adeguata agli attacchi. Inoltre, il vicepresidente dell'Azerbaigian, Mehriban Aliyeva ha dichiarato che gli attacchi erano barbari ed ha espresso le sue condoglianze. Il ministero degli Esteri dell'Azerbaigian ha definito gli attacchi "crimini contro l'umanità".
Su scala internazionale, gli attacchi sono stati condannati dalle Turchia, e pachistane, iraniane, francesi, e kazake ambasciate in Azerbaigian, dal politico iraniano Hassan Ameli, e il Consiglio turco.
Marie Struthers, direttrice regionale di Amnesty International per l'Europa orientale e l'Asia centrale, ha affermato che "il lancio di munizioni a grappolo in aree civili è crudele e avventato e causa indicibili morti, ferite e miseria". Allo stesso modo, Human Rights Watch ha pubblicato un rapporto sull'attacco, confermando l'uso di munizioni a grappolo e invitando l'Armenia a smettere di usare armi vietate.